# Hersilia igiti
Hersilia igiti är en spindelart som beskrevs av Foord och Ansie S. Dippenaar-Schoeman 2006. Hersilia igiti ingår i släktet Hersilia och familjen Hersiliidae.
Artens utbredningsområde är Rwanda. Inga underarter finns listade i Catalogue of Life.